# Universidad de California en Los Ángeles
La Universidad de California, Los Ángeles (en idioma inglés University of California, Los Angeles), conocida también por su acrónimo, UCLA, es un campus perteneciente a la Universidad de California (Estados Unidos). Se ubica en el área residencial de Westwood dentro de la ciudad de Los Ángeles. Fundada en 1919, es el tercer campus más antiguo del sistema de la Universidad de California. Ofrece 337 programas de grado y postgrado en un amplio rango de especialidades. Con un cuerpo estudiantil de aproximadamente 29,000 estudiantes de pregrado y 13,000 estudiantes de postgrado, UCLA es la universidad con el mayor número de estudiantes del estado de California y la universidad más popular en términos de solicitudes de admisión en los Estados Unidos con más de 105,000 solicitudes para el curso de otoño de 2014.
En 2013, UCLA se convirtió por primera vez en la universidad pública más selectiva de los Estados Unidos, superando a UC Berkeley, con una tasa de aceptación de aproximadamente 2 por cada 10 solicitudes. El año 2022, UCLA se posicionó en el TOP 3 a nivel mundial en el QS Graduate Employability Rankings, siendo superada sólo por el Massachusetts Institute of Technology (MIT) y Stanford University.

## Historia

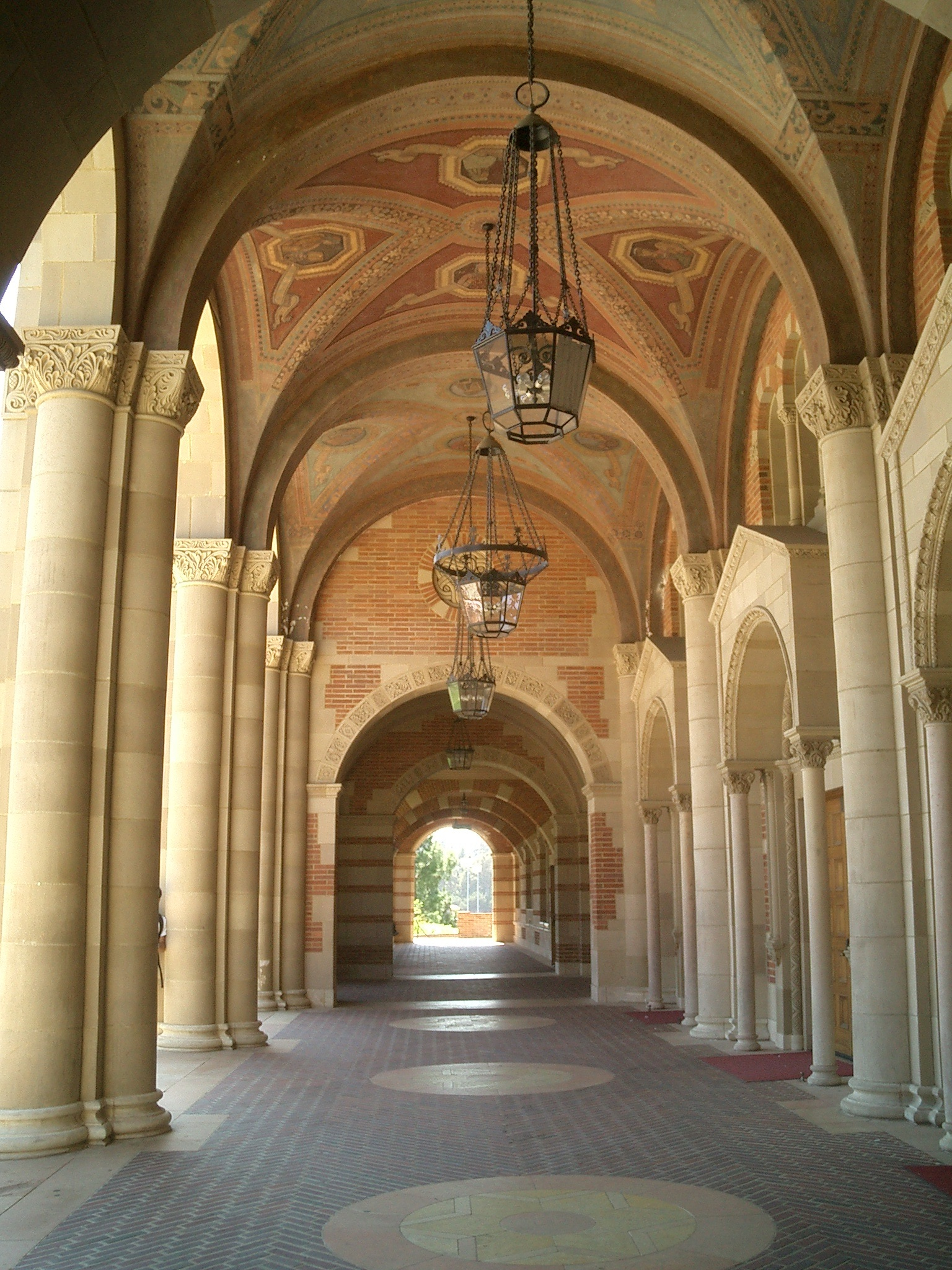
Royce Hall, uno de los cuatro primeros edificios originales inspirado en la Basílica de san Ambrosio (Milán).

En marzo de 1881, la legislatura estatal autorizó la creación de una escuela para maestros que cubriera las necesidades del sur de California. El complejo original incluía una escuela primaria donde los maestros en entrenamiento pudieran practicar sus conocimientos. Aun así, estas instalaciones resultaron insuficientes y la escuela cambió de localización en 1914.
Bajo los auspicios de los ciudadanos, la Escuela de Maestros del Sur de California se convirtió en la Universidad de California, Los Ángeles en 1919. La misma legislación que otorgó la condición de universidad a la institución dio facultad a esta para que entregara licenciaturas en ciencias y literatura.
A mediados de la década de 1920, la universidad crecía tan rápido que fue necesario construir un nuevo campus. Esta vez sería ubicada en una exclusiva zona de Los Ángeles, junto a Beverly Hills y Bel-Air. En la siguiente década se dio una expansión de las licenciaturas y maestrías otorgadas por la universidad. En 1934, tras la muerte de William Andrew Clark, la UCLA recibió una donación que permitió la construcción del sistema de bibliotecas que se ve actualmente.

## Campus

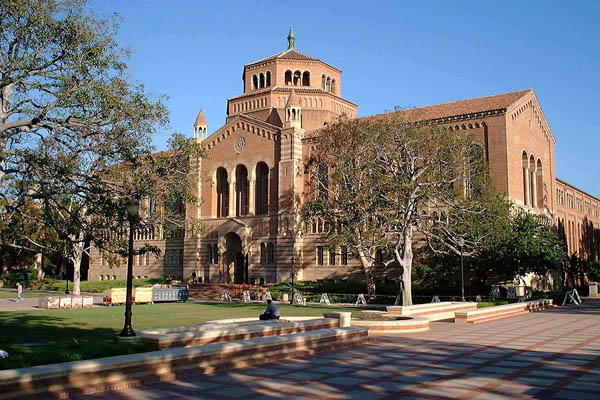
Powell Library, UCLA.

En 1929, cuando UCLA inauguró su nuevo campus, estaba compuesto por cuatro edificios: Royce Hall, Haines Hall, Powell Library y Kinsey Hall (ahora Edificio de Humanidades). Actualmente el campus posee 167 edificios en un área de 419 acres (1,7 km²). En términos de área, UCLA es la segunda universidad más pequeña de las diez que componen el sistema Universidad de California.
El campus incluye jardines esculturales, fuentes, museos y una mezcla de estilos arquitectónicos. Informalmente está dividido en Campus Norte y Campus Sur, ambos localizados en la parte este del terreno que posee la universidad. El Campus Norte es la parte original de la universidad, la arquitectura de sus edificios tiene un estilo antiguo con ladrillo italiano. En el Campus Norte están ubicadas las facultades relacionadas con las artes, humanidades, ciencias sociales, leyes y escuelas de negocios. El Campus Sur está enfocado en las ciencias físicas, ciencias de la vida, ingeniería, psicología, matemáticas, ciencias de la salud y el Centro Médico Ronald Reagan de UCLA.

### Estacionamiento y transporte
El campus posee 24,000 espacios de estacionamiento y opera un reconocido programa de transporte sostenible. Elementos de este programa incluye microbuses, un sistema de buses llamado BruinBus, descuentos para quienes compartan vehículos y algunos subsidios para en el sistema de transporte público de Los Ángeles (Big Blue Bus de Santa Mónica y el Culver City Bus).

## Educación
La Escuela de Medicina David Geffen, junto a las Escuela de Enfermería, Escuela de Odontología y la Escuela de Salud Pública Karin Fielding, constituyen las escuelas profesionales de las ciencias de la salud. El Instituto de Nanosistemas de California es otro proyecto, creado en conjunto con la Universidad de California en Santa Bárbara, con el objetivo de innovar en el campo de la nanotecnología.
El Centro Médico Ronald Reagan de UCLA, es parte del Sistema de Salud de UCLA, que también maneja un hospital en Santa Mónica y doce clínicas más en el condado de Los Ángeles. Adicionalmente, la Escuela de Medicina David Geffen utiliza dos hospitales del condado como centros de enseñanza, así como el hospital privado más grande de la costa oeste de los Estados Unidos (Cedar-Sinai Medical Center). En 1981, el Centro Médico de la UCLA hizo historia cuando Michael Gottlieb, un professor de medicina, diagnosticó un padecimiendo desconocido que luego fue llamado sida. Los investigadores médicos de UCLA también han sido pioneros en el estudio del funcionamiento del cerebro. 
A nivel mundial, está posicionada como la universidad número 12 del mundo. De los 36 programas de doctorado examinados por el Consejo de Investigación Nacional en los Estados Unidos (National Reseach Council), UCLA tenía 31 clasificadas en los primeros 10 en términos de calidad total académica, logrando en total el tercer puesto en Estados Unidos. Además, la Biblioteca UCLA, que sostiene más de 8 millones de volúmenes, está entre las 3 mejores de ese país.
La Escuela de Ingeniería y Ciencias Aplicadas Henri Samueli (HSSEAS, por sus siglas en inglés) está calificada como una de las 10 mejores de los Estados Unidos. Ofrece 28 programas académicos y alberga ocho centros de investigación financiados externamente en los campos de exploración espacial, sistemas de sensores inalámbricos y nanotecnología. HSSEAS es reconocida por ser el lugar donde nació el internet, pues desde aquí fue enviado el primer mensaje hacia la Universidad de Stanford. La escuela posee uno de los porcentajes de aceptación más bajos del país con un 16.1% para el 2013, convirtiéndose en una de las facultades de ingeniería más selectivas de los Estados Unidos.
La Escuela de Administración Anderson ofrece maestrías en administración de negocios (MBA) y doctorados. Consistentemente es calificada como una de las mejores escuelas de administración a nivel nacional y mundial por distintas publicaciones.

### Bibliotecas

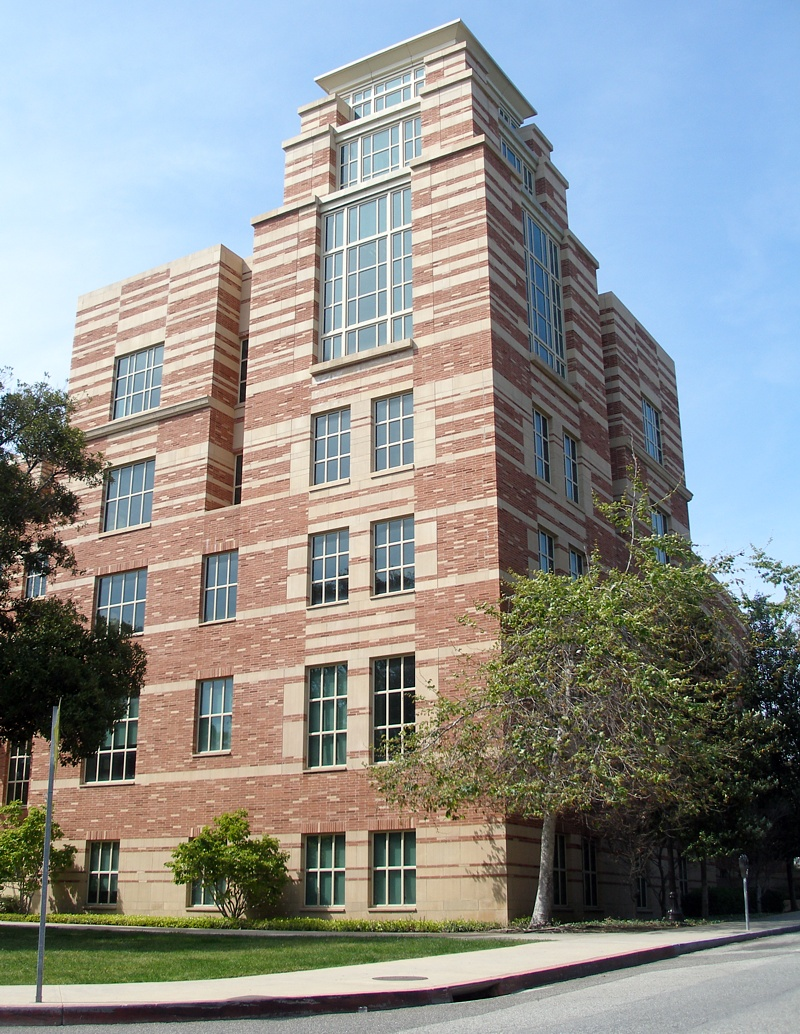
Biblioteca de la Escuela de Leyes, Torre 2

El sistema de bibliotecas de UCLA posee más de ocho millones de libros en doce bibliotecas y otras bodegas, cuartos de lectura y centros de investigación. Es la decimocuarta biblioteca más grande de los Estados Unidos por cantidad de libros.
La primera biblioteca, ahora conocida como Powel Library, fue fundada en 1884. En 1910, Elizabeth Fargo se convirtió en la primera bibliotecaria de la universidad. En 1944, Lawrence Powell fue nombrado bibliotecario y comenzó una serie de remodelaciones y cambios que lo llevaron a ser el director de la Escuela de Servicios Bibliotecarios. Otro personaje importante fue Page Ackerman, quien fue la primera mujer bibliotecaria de un sistema tan grande como el de UCLA en 1973. Ella ideó una nueva red administrativa que permitió una mejor coordinación entre el resto de universidades pertenecientes al sistema Universidad de California.

## Admisiones
|                          | 2014   | 2013   | 2012   | 2011   | 2010   |
| ------------------------ | ------ | ------ | ------ | ------ | ------ |
| Aplicantes (pregrado)    | 86,472 | 80,522 | 72,697 | 61,566 | 57,678 |
| Admitidos                | N/A    | 16,448 | 15,982 | 15,689 | 13,088 |
| Porcentaje de aceptación | N/A    | 20.4%  | 22.0%  | 25.5%  | 22.7%  |
| Matriculados             | N/A    | 5,697  | 5,621  | 5,825  | 4,636  |
| GPA Promedio             | N/A    | 4.29   | 4.21   | 4.22   | 4.25   |

UCLA es considerada "muy selectiva" por US News & World Report. Es la universidad con el porcentaje de aceptación más bajo del sistema Universidad de California. Uno de los más grandes debates es la disminución en las aceptaciones de estudiantes afroamericanos y latinos, especialmente desde la aprobación de la Proposición 209, que prohíbe discriminación racial, sexual o étnica en instituciones públicas. Como medida de mitigación de este problema, UCLA decidió cambiar el sistema de admisión a un proceso más integral desde 2007.
Los estudiantes transferidos de otras universidades por méritos académicos forman una parte importante de los profesionales formados en UCLA. durante los últimos 15 años, aproximadamente un tercio de los grados otorgados por la universidad fueron conseguidas por estudiantes transferidos. Los estudiantes de Ingeniería admitidos de primer año para otoño de 2013 tenían un GPA ponderado promedio de 4.40, un SAT combinado de 2150 (680 en Lectura Crítica, 760 en Matemáticas y 710 en Redacción) y un promedio en el SAT Matemático II de 790.

## Facultades
La universidad está formada por cinco facultades y escuelas de pregrado:
- Facultad de Letras y Ciencia (College of Letters and Science)
- Escuela de las Artes y Arquitectura (School of the Arts and Architecture)
- Escuela de Educación y Ciencias de la Información (School of Education and Information Studies)
- Escuela de Ingeniería y Ciencia Aplicada Henri Samueli (Henry Samueli School of Engineering and Applied Science)
- Escuela de Música Herb Alpert (Herb Alpert School of Music)
- Escuela de Teatro, Cine y Televisión (School of Theater, Film and Television)
- Escuela de Enfermería (School of Nursing)
- Escuela de Asuntos Públicos Luskin (Luskin School of Public Affairs)

Y siete escuelas de posgrado:
- Escuela de Posgrado de Educación y Ciencias de la Información (Graduate School of Education and Information Studies)
- Escuela de Derecho (School of Law)
- Escuela de Negocios Anderson (Anderson School of Management)
- Escuela de Asuntos Públicos Luskin (Luskin School of Public Affairs)
- Escuela de Medicina David Geffen (David Geffen School of Medicine)
- Escuela de Odontología (School of Dentistry)
- Escuela de Salud Pública Jonathan y Karin Fielding (Jonathan and Karin Fielding School of Public Health)
- Escuela de Enfermería (School of Nursing)

## Impacto económico
La universidad tiene un impacto significativo en la economía de Los Ángeles. Es el quinto mayor empleador del condado (después del condado de Los Ángeles, el Distrito Escolar Unificado de Los Ángeles, el gobierno federal y la ciudad de Los Ángeles) y el séptimo de la región.

### Marcas y licencias
La marca UCLA "es propiedad exclusiva de los Regentes de la Universidad de California", pero se gestiona, protege y licencia a través de UCLA Trademarks and Licensing, una división de Associated Students UCLA, el mayor empleador de estudiantes del campus. Como tal, la ASUCLA también tiene una participación en los beneficios.
Debido al prestigio académico y deportivo de la UCLA, así como al nombre, que se asocia con imágenes populares del estilo de vida del sur de California, la ropa con los logotipos e insignias de la UCLA se vende no sólo en Estados Unidos, sino como marca de ropa y accesorios en el extranjero. La gran demanda de ropa de la UCLA ha inspirado la concesión de licencias de su marca a tiendas de la marca UCLA en toda Europa, Oriente Medio y Asia. Desde 1980, se han abierto 15 tiendas UCLA en Corea del Sur, y actualmente hay 49 abiertas en China. La tienda más reciente se ha abierto en Kuwait. También hay tiendas en México, Singapur, India y Europa. UCLA gana 400.000 dólares en derechos de autor cada año a través de su programa de licencias internacionales.

### Comercio en el campus

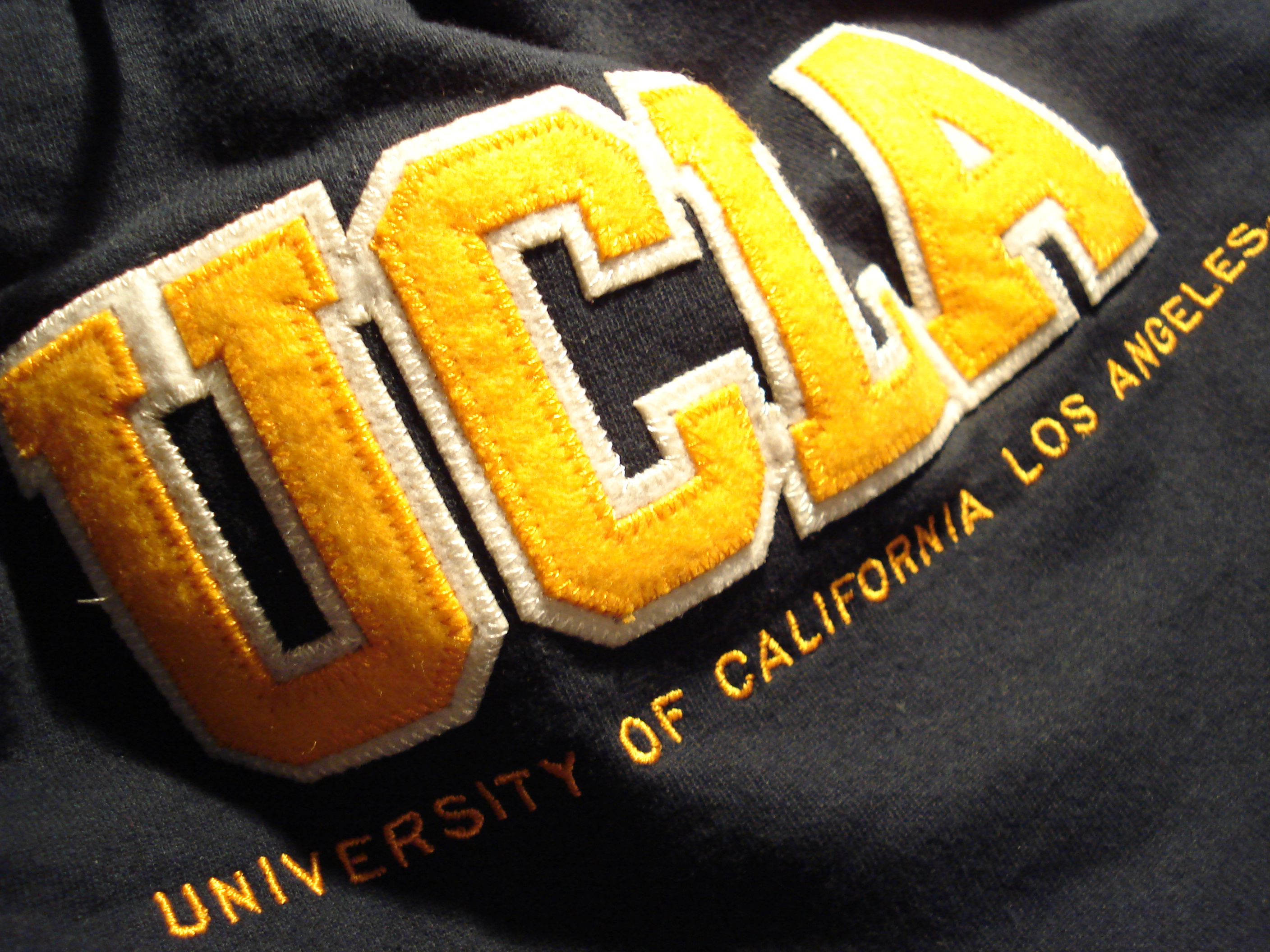
Una sudadera con capucha de la tienda de la UCLA.

La UCLA tiene varias tiendas alrededor del campus, con la tienda principal en Ackerman Union. Además, los productos con temática de la UCLA se venden en la tienda de regalos del Fowler Museum en el campus.
Debido a las licencias y a las marcas registradas, los productos con logotipos e insignias de la UCLA suelen tener un precio más elevado que sus homólogos sin licencia. Estos productos gozan de popularidad entre los visitantes, que los compran como regalos y recuerdos. Para ciertos productos (como cuadernos y carpetas) la tienda de la UCLA ofrece opciones con licencia (logo) y sin licencia (sin logo, por lo tanto más barato), pero para muchos otros productos esta última opción no suele estar disponible.[cita requerida]
Los estudiantes que están empleados a tiempo parcial por ASUCLA en una UCLA Store o en un UCLA Restaurant tienen ciertos descuentos cuando compran en UCLA Stores, además de su salario.